# Cmentarz Żołnierzy Radzieckich w Żywcu
Cmentarz Żołnierzy Radzieckich w Żywcu – cmentarz wojskowy w Żywcu położony przy ul. Moszczanickiej, na którym pochowani są żołnierze radzieccy polegli w walkach o Żywiecczyznę w 1945.
Cmentarz powstał w 1951 na terenach dawnego sadu dworskiego w Moszczanicy. Spoczywa na nim 1120 żołnierzy, których zwłoki zostały wcześniej zagrzebane na linii frontu, a następnie ekshumowane w 1948 roku.
Opiekę nad cmentarzem sprawowała niegdyś młodzież z Zespołu Szkół Agrotechnicznych i Ogólnokształcących im. Józefa Piłsudskiego w Żywcu-Moszczanicy.